# ヴァレリー・モロゾフ
ヴァレリー・モロゾフ（Valery Morozov、1994年9月21日 - ）は、プレミアシップ、バースに所属するラグビーユニオン選手。

## プロフィール
- ロシア・モスクワ出身。
- ポジションはプロップ(PR)。
- 身長 191cm、体重 115kg
- ロシア代表キャップは33（2022年12月現在)でワールドカップ2019のロシア代表に選ばれた[1]。

## 略歴
RCゼレノグラード、エニセイSTMを経て、2019年、セール・シャークスに加入。
2022年、ウスター・ウォリアーズに加入。同年11月、ウスター・ウォリアーズ破産による活動休止に伴い、バースに加入。